# Andrew Snape
Andrew Snape (1675-1742) est un ecclésiastique, universitaire et directeur d'école anglais, prévôt du King's College de Cambridge à partir de 1719.

## Biographie
Il est né à Hampton Court, Middlesex, fils d'Andrew Snape (le cadet), sergent maréchal-ferrant de Charles II, et auteur de The Anatomy of an Horse (1683). Le fils est admis au Collège d'Eton en 1683 et est boursier au King's College de Cambridge en 1689. Il obtient son baccalauréat en 1693, sa maîtrise en 1697 et est créé DD comitiis regiis en 1705.
Il devient lecteur à St. Martin's, Londres, et est aumônier de Charles Seymour, 6e duc de Somerset, chancelier de l'université de Cambridge, par qui il est présenté en 1706 au presbytère des paroisses unies de St Mary-at-Hill. et Saint-André Hubbard. En 1707, il est délégué par son université pour représenter, en son nom, la faculté de théologie au jubilé de la fondation de l'université de Francfort-sur-l'Oder et pendant son séjour sur le continent, il prêche un sermon devant Sophie de Hanovre. Il devient l'un des aumôniers ordinaires de la reine Anne et occupe le même poste sous George Ier.
En 1711, il est nommé directeur d'Eton, qui prospère sous sa direction. Le rôle qu'il prend dans la controverse bangorienne offense à la cour, et son nom, comme celui de Thomas Sherlock, est rayé de la liste des aumôniers du roi. À la mort de John Adams, il est choisi comme prévôt du King's College de Cambridge en février 1719. Il est vice-chancelier de l'université en 1723-1724. Au début de 1737, il devient recteur de Knebworth, Hertfordshire, mais démissionne définitivement en août de la même année, lorsqu'il est présenté par le chapitre de Windsor au presbytère de West Ildesley, Berkshire.
Il meurt dans son logement du Château de Windsor le 30 décembre 1742. Il est enterré dans le bas-côté sud de la chapelle Saint-Georges.

## Travaux
Il est l'un des principaux protagonistes de la controverse bangorienne et, dans de nombreux pamphlets, il attaque les principes défendus par Benjamin Hoadly. La première de ses Lettres à l'évêque de Bangor connait dix-sept éditions l'année de sa publication, 1717.
Les sermons qu'il publie séparément sont, avec des ajouts, imprimés sous forme de quarante-cinq sermons sur plusieurs sujets, 3 vol. Londres, 1745, sous la direction de John Chapman et William Berriman. Dans deux sermons du Spital prêchés en 1707 et 1718, il préconise un traitement humain des malades mentaux. Il contribue aux collections universitaires sur la mort de la reine Mary, la paix de Ryswick et l'accession de la reine Anne. Il est l'éditeur des Sermons de Robert Moss (1732) ; mais la préface, "par une main savante", est de Zachary Grey.

## Famille
Il épouse Rebecca, veuve de Sir Joshua Sharp, shérif de Londres, et fille de John Hervey, marchand, de Londres.